# Highworth
Highworth är en småstad och civil parish i grevskapet Wiltshire i södra England. Staden ligger i enhetskommunen Swindon, cirka 9,5 kilometer nordost om centrala Swindon. Tätorten (built-up area) hade 7 933 invånare vid folkräkningen år 2021. Highworth nämndes i Domedagsboken (Domesday Book) år 1086, och kallades då Wrde.